# Academia de Samba da Zona Norte
Academia de Samba da Zona Norte é uma escola de samba da cidade de São Leopoldo no Rio Grande do Sul, Brasil.

## História
A Academia de Samba da Zona Norte foi fundada com o objetivo de agregar toda a comunidade da Zona Norte da cidade à cultura do samba e do carnaval, já que a escola é também a única representante desta região no carnaval leopoldense.

## Segmentos

### Presidentes
| Nome                            | Mandato        | Ref.  |
| ------------------------------- | -------------- | ----- |
| José Alberto da Silva Rodrigues | ? - atualidade | [ 3 ] |

### Casal de Mestre-sala e Porta-bandeira
| Ano  | Nome                                       | Ref.  |
| ---- | ------------------------------------------ | ----- |
| 2014 | Carlos Eduardo Baneletti e Tairine Machado | [ 3 ] |
| 2015 |                                            |       |

## Carnavais
| Ano                            | Colocação | Grupo  | Enredo | Ref.         |
| ------------------------------ | --------- | ------ | --- | ------------ |
| 2008                           | 6º lugar  | Único  | Chica...Rainha...Negra...da Silva |              |
| 2009                           | 7º lugar  | Único  | Peri e Ceci, um Romance na História Guarani.                                                                                            | [ 4 ]        |
| 2010                           | 6º lugar  | Único  | O Circo | [ 5 ]        |
| 2011                           | 6º lugar  | Único  | A Conceição desce o morro, e a Academia de Samba da Zona Norte exalta sua história: simplesmente amor ao carnaval, somos raiz do samba. | [ 6 ] [ 7 ]  |
| 2012                           | 7º lugar  | Único  | | [ 8 ]        |
| 2013                           |           | Acesso | José dos Anjos | [ 9 ]        |
| 2014                           | 3º lugar  | Acesso | A Academia é só alegria no gostoso embalo do amor                                                                                       | [ 3 ] [ 10 ] |
| Sem desfile oficial em 2015.   |           |        | |              |
| Desfile participativo em 2016. |           |        | |              |
| 2017                           | 5º lugar  | Único  | Academia Pinta o Mundo, Na Ponta de Um Pincel, e Faz da Alma do Artista Um Museu de Exposições na Avenida                               | [ 14 ]       |